# 林氏擬天竺鯛
林氏擬天竺鯛（學名：Pseudamia hayashii），為輻鰭魚綱天竺鲷科擬天竺鯛屬的一種。分布於印度太平洋區，從亞丁灣到美屬薩摩亞, 北至日本南部, 南至西澳大利亞海域，深度2至64公尺，本魚體延長，體稍側扁，眼大、口大且斜裂，頜齒細小，鋤骨和腭骨通常具齒，舌上無齒，前鰓蓋骨邊緣平滑，鰓蓋骨後緣棘不發達，體被小圓鱗，身體呈半透明狀，帶有淡紅色，覆蓋著彩虹色，特別是腹部和鰓蓋，以金色為主，尾鰭暗色，邊緣透明，第一和第二背鰭和臀鰭顏色從淺色到暗色或黑色，其他鰭清晰，帶有粉紅色射線，背鰭2個，尾鰭尖形，背鰭硬棘7枚、背鰭軟條8枚、臀鰭硬棘2枚、臀鰭軟條7-8枚，體長可達10公分，棲息在潟湖或臨海礁石，屬肉食性，生活習性不明。